# Musée mémorial Mitsui

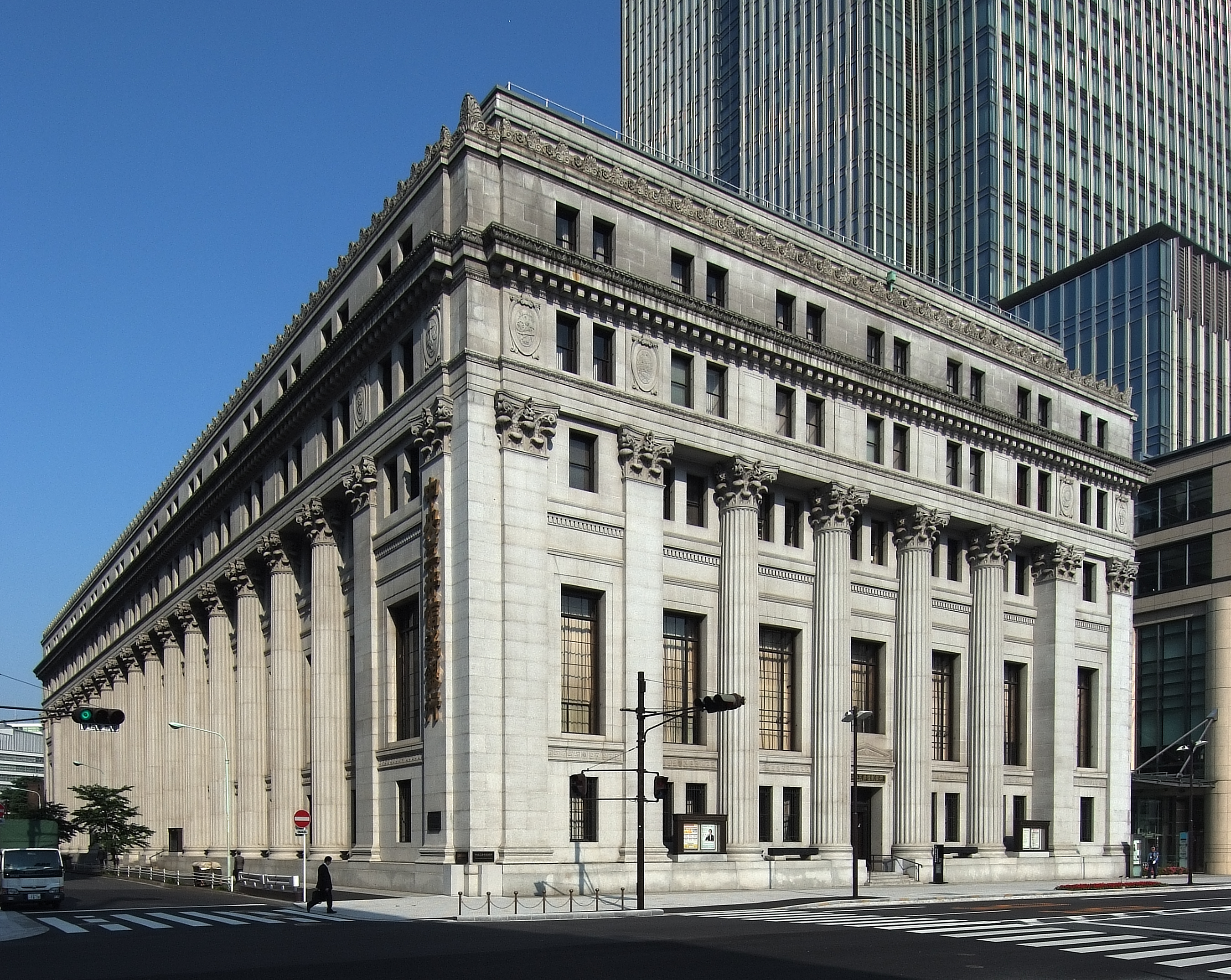
Bâtiment principal.

Le musée mémorial Mitsui (三井記念美術館, Mitsui Kinen  Bijutsukan) est un musée d'art situé dans le quartier Nihonbashi de Tokyo.

## Collection
La collection du musée comprend des objets utilisés pour la cérémonie japonaise du thé ainsi que des antiquités d'Asie de l'est.